# Championnat du Venezuela de football 2006-2007
Navigation
Saison 2005-2006 Saison 2007-2008
La saison 2006-2007 du championnat du Venezuela de football est la cinquante-et-unième édition du championnat de première division professionnelle au Venezuela et la quatre-vingt-septième saison du championnat national.
Le championnat est scindé en deux tournois saisonniers où les dix équipes engagées s'affrontent deux fois, à domicile et à l'extérieur. Le vainqueur de chaque tournoi participe à la finale nationale et obtient son billet pour la Copa Libertadores. Un classement cumulé des deux tournois permet de déterminer le troisième club participant à la Copa Libertadores et les deux clubs qualifiés pour la Copa Sudamericana. Il n'y a pas de relégation car le championnat va être étendu à 18 clubs la saison prochaine.
C'est le Caracas FC, tenant du titre, qui remporte à nouveau la compétition, après avoir gagné le tournoi Apertura puis battu l'UA Maracaibo (vainqueur du tournoi Clausura) en finale nationale. C'est le neuvième titre de champion de l'histoire du club.

## Les clubs participants
| - Aragua FC - Caracas FC - Mineros de Guayana - UA Maracaibo - Trujillanos FC | - Monagas SC - Portuguesa FC - Promu de Segunda A - Deportivo Táchira - Carabobo FC - Zamora FC - Promu de Segunda A |

## Compétition
Le barème utilisé pour établir les différents classements est le suivant :
- Victoire : 3 points
- Match nul : 1 point
- Défaite : 0 point

### Tournoi Apertura
| Rang | Équipe             | Pts | J  | G  | N | P  | Bp | Bc | Diff |
| ---- | ------------------ | --- | -- | -- | - | -- | -- | -- | ---- |
| 1    | Caracas FCT        | 36  | 18 | 10 | 6 | 2  | 27 | 12 | +15  |
| 2    | UA Maracaibo       | 36  | 18 | 10 | 6 | 2  | 28 | 17 | +11  |
| 3    | Mineros de Guayana | 27  | 18 | 7  | 6 | 5  | 27 | 24 | +3   |
| 4    | Deportivo Táchira  | 25  | 18 | 6  | 7 | 5  | 22 | 19 | +3   |
| 5    | Zamora FCP         | 23  | 18 | 5  | 8 | 5  | 24 | 22 | +2   |
| 6    | Portuguesa FCP     | 23  | 18 | 5  | 8 | 5  | 23 | 23 | 0    |
| 7    | Carabobo FC        | 21  | 18 | 4  | 9 | 5  | 17 | 22 | -5   |
| 8    | Aragua FC          | 19  | 18 | 4  | 7 | 7  | 21 | 24 | -3   |
| 9    | Trujillanos FC     | 14  | 18 | 3  | 5 | 10 | 21 | 31 | -10  |
| 10   | Monagas SC         | 11  | 18 | 1  | 8 | 9  | 14 | 30 | -16  |

|  | Qualification pour la Copa Libertadores 2008 et la finale nationale |
|  | T : Tenant du titre P : Promu de Segunda A                          |

### Torneo Clausura
| Rang | Équipe             | Pts | J  | G | N  | P | Bp | Bc | Diff |
| ---- | ------------------ | --- | -- | - | -- | - | -- | -- | ---- |
| 1    | UA Maracaibo       | 32  | 18 | 9 | 5  | 4 | 28 | 19 | +9   |
| 2    | Caracas FCT        | 32  | 18 | 8 | 8  | 2 | 25 | 16 | +9   |
| 3    | Mineros de Guayana | 27  | 18 | 7 | 6  | 5 | 26 | 24 | +2   |
| 4    | Zamora FCP         | 26  | 18 | 7 | 5  | 6 | 24 | 18 | +6   |
| 5    | Carabobo FC        | 25  | 18 | 6 | 7  | 5 | 17 | 15 | +2   |
| 6    | Monagas SC         | 21  | 18 | 5 | 6  | 7 | 13 | 21 | -8   |
| 7    | Aragua FC          | 20  | 18 | 4 | 8  | 6 | 19 | 22 | -3   |
| 8    | Deportivo Táchira  | 19  | 18 | 3 | 10 | 5 | 22 | 25 | -3   |
| 9    | Portuguesa FCP     | 19  | 18 | 5 | 4  | 9 | 19 | 26 | -7   |
| 10   | Trujillanos FC     | 17  | 18 | 4 | 5  | 9 | 20 | 27 | -7   |

|  | Qualification pour la Copa Libertadores 2008 et la finale nationale |
|  | T : Tenant du titre P : Promu de Segunda A                          |

### Classement cumulé
| Rang | Équipe             | Pts | J  | G  | N  | P  | Bp | Bc | Diff |
| ---- | ------------------ | --- | -- | -- | -- | -- | -- | -- | ---- |
| 1    | Caracas FCT Ap     | 68  | 36 | 18 | 14 | 4  | 52 | 28 | +24  |
| 2    | UA MaracaiboCl     | 68  | 36 | 19 | 11 | 6  | 56 | 36 | +20  |
| 3    | Mineros de Guayana | 54  | 36 | 14 | 12 | 10 | 53 | 48 | +5   |
| 4    | Zamora FCP         | 49  | 36 | 12 | 13 | 11 | 48 | 40 | +8   |
| 5    | Carabobo FC        | 46  | 36 | 10 | 16 | 10 | 34 | 37 | -3   |
| 6    | Deportivo Táchira  | 44  | 36 | 9  | 17 | 10 | 44 | 44 | 0    |
| 7    | Portuguesa FCP     | 42  | 36 | 10 | 12 | 14 | 42 | 49 | -7   |
| 8    | Aragua FC          | 39  | 36 | 8  | 15 | 13 | 40 | 46 | -6   |
| 9    | Monagas SC         | 32  | 36 | 6  | 14 | 16 | 27 | 51 | -24  |
| 10   | Trujillanos FC     | 31  | 36 | 7  | 10 | 19 | 41 | 58 | -17  |

|  | Qualification pour la Copa Libertadores 2008 |
|  | Qualification pour la Copa Sudamericana 2007 |
|  | T : Tenant du titre P : Promu de Segunda A   |

#### Finale pour le titre
| Équipe 1     | Résultat | Équipe 2   | Aller | Retour |
| ------------ | -------- | ---------- | ----- | ------ |
| UA Maracaibo | 0 - 1    | Caracas FC | 0 - 1 | 0 - 0  |

## Bilan de la saison
| Championnat du Venezuela de football 2006-2007 |                                  |
| Champion                                       | Caracas FC (9e titre)            |
| Coupes et trophées                             |                                  |
| Vainqueur de la Coupe du Venezuela 2006-2007   | Non disputée                     |
| Qualifications continentales                   |                                  |
| Copa Libertadores 2008                         | Caracas FC                       |
| Copa Libertadores 2008                         | UA Maracaibo                     |
| Copa Libertadores 2008                         | Mineros de Guayana               |
| Copa Sudamericana 2007                         | Zamora FC                        |
| Copa Sudamericana 2007                         | Carabobo FC                      |
| Promotions et relégations                      |                                  |
| Promus en Primera División                     | 8 clubs                          |
| Relégués en Segunda A                          | Aucun (passage de 10 à 18 clubs) |